# Olgania excavata
Espèce
Olgania excavata est une espèce d'araignées aranéomorphes de la famille des Anapidae.

## Distribution
Cette espèce est endémique de Tasmanie en Australie.

## Publication originale
- Hickman, 1979 : Some Tasmanian spiders of the families Oonopidae, Anapidae and Mysmenidae. Papers and Proceedings of the Royal Society of Tasmania, vol. 113, p. 53-79.